# Bedingungssatz in der spanischen Sprache
In der spanischen Grammatik ist der Bedingungssatz oder Konditionalsatz, oración condicional ein (adverbialer) Nebensatz, in dem eine Bedingung zur Ausführung der Verbaktion für den Hauptsatz (Apodosis) in Worte gefasst wird.

## Erläuterung
Aus semantisch-syntaktischer Sicht zählt der Bedingungssatz zu den Adverbialsätzen, nach seiner Form ist er ein konjunktional eingeleiteter Nebensatz. Bezüglich der Stellung im Satzgefüge kann man vorangestellte von nachgestellten Nebensätzen unterscheiden. Konditionalsätze finden ihre Anwendung dazu, Bedingungen auszudrücken, also solche Sachverhalte, Gegebenheiten, von deren Existenz andere Bedingtheiten abhängen, oder Aussagen, die die Gültigkeit einer anderen Aussage bestimmen oder nach sich ziehen. Bedingtheit lässt sich in der „Grundmodalitäten“ der Wirklichkeit (Indikativ) oder der Nichtwirklichkeit (Subjunktiv) versprachlichen. Mit einer (subjektiven) Äußerung innerhalb dieser beiden „Grundmodalitäten“ äußert sich der Sprecher gemäß den Regeln über den Grad der Gewissheit bzw. Ungewissheit, der Vermutung, Bedingtheit, Forderung, der Möglichkeit bzw. Unmöglichkeit, Bedingtheit eines Vorstellungsinhaltes.
Solche Nebensätze (Protasis) werden von Verbindungswörtern, den Konnektoren also Konjunktionen, conjunciones condicionales eingeleitet; die Nebensätze sind häufig – neben dem subjuntivo – mit dem Konditional, condicional oder auch potencial, markiert. Dieser zählt zusammen mit dem Indikativ, indicativo, Subjunktiv, subjuntivo, und dem Imperativ, imperativo, zu den Modi des Spanischen. Der Modus des condicional oder potencial dient der Versprachlichung von Handlungen, Ereignissen oder Zuständen, welche nach Eintritt oder Erfüllung bestimmter Voraussetzungen zustande kommen würden oder aber auch tatsächlich zustande kommen.
Ein zusammengesetzter Satz mit einer subordinativen Verknüpfung führt zu einem Satzgefüge. Allgemein finden sich hierbei drei Arten:
- die Subordination mit Substantiv-Funktion, subordinadas sustantivas;
- die Subordination mit Adjektiv-Funktion, subordinadas adjetivas;
- die Subordination mit Adverbial-Funktion, subordinadas adverbiales.

Der Bedingungs- oder Konditionalsatz, oración condicional zählt zu der letzteren Klasse.
Die adverbiale Nebensätze wiederum lassen sich in zwei Gruppen einteilen. Bei der Unterscheidung zwischen den beiden Gruppen lässt sich für die erste Gruppe feststellen, dass die Nebensätze sich durch Adverbien der Zeit, des Ortes oder der Art und Weise ersetzen lassen. Hier ein Beispiel für einen Temporalsatz, oración temporal:
```
 
La fiesta acabó cuando se hizo de noche.

 
La fiesta acabó entonces.
```

Oder für den Lokalsatz, oración local:
```
 
Iré donde quieras.

 
Iré allí
```

Oder für den Modalsatz, oración modal:
```
 
Hazlo como te dije.

 
Hazlo así.
```

Demgegenüber dies in der zweiten Gruppe nicht möglich ist.
- eigenständige, untergeordnete adverbiale Nebensätze, oraciones subordinadas adverbiales propias. Diese sind der Temporalsatz, oración temporal, der Lokalsatz, oración local und der Modalsatz, oración modal. – Beispiele:
  - Le escribiré cuando quieras. Ihn ich werde schreiben wenn du möchtest. Futuro simple de indicativo + Presente de subjuntivo

```
Le esperaré 
donde
 quieras.
 
Ihn ich werde erwarten wo du möchtest.
 Futuro simple de indicativo + Presente de subjuntivo

Le mimaré 
como
 quieras.
 
Ihn ich werde verwöhnen wie möchtest.
 Futuro simple de indicativo + Presente de subjuntivo
```

- uneigenständige, untergeordnete adverbiale Nebensätze, oraciones subordinadas adverbiales impropias. Diese sind der Kausalsatz, oración causal, der Konsekutivsatz, oración consecutiva, der Konzessivsatz, oración concesiva, der Konditionalsatz, oración condicional, der Finalsatz, oración final und der Komparativsatz, oración comparativa.[5] – Beispiele:

```
La quiere 
porque
 es simpática.
 
Sie er mag weil sie ist sympathisch.

Nieva 
tanto que
 no saldremos.
 
Es schneit soviel dass nicht wir rausgehen.

Te aprobaré 
aunque
 no conduzcas.
 
Dir ich werde genehmigen, obwohl nicht du autofährst.

Si
 vienes, te invito a desayunar.
 
Wenn du kommst, dich ich einlade zum frühstücken.

Lo hago 
para que
 nades.
 
Ich tue es damit du schwimmest.

Miente 
más que
 habla.
 
Er lügt mehr als spricht.
```

Zwei syntaktische Strukturen zeichnen sich ab:
- Hauptsatz (Apodosis) + konditionale Konjunktion + Konditionalsatz (Protasis)
- konditionale Konjunktion + konditionaler Nebensatz + Hauptsatz

Die semantische Funktion von Bedingungs- oder Konditionalsätzen ist das Versprachlichen der Vorstellung einer Bedingung. Aus Sicht der syntaktischen Funktion unterscheiden die eingesetzten Tempora bzw. Modi, die grammatikalischen Zeiten und Verbkategorien, zwischen Haupt- und Nebensatz. Der Hauptsatz (Apodosis) bestimmt die syntaktische Struktur des Gesamtsatzes, der untergeordnete Satz wird als Nebensatz (Protasis) bezeichnet, weil er innerhalb der syntaktischen Struktur des Hauptsatzes die Rolle eines Satzgliedes erfüllt.
Der konditionale Nebensatz (Protasis) gibt Bedingungen an (Vorstellungen, Bewusstseinsinhalte), deren Erfüllung die Voraussetzung für die Verwirklichung des Hauptsatzgeschehens (Apodosis) darstellt. Zur Bestimmung eines Konditionalsatzinhaltes fragt man mit sinngemäßen Fragen, wie etwa „Unter welcher Bedingung?“ oder „Unter welcher Voraussetzung?“ geschieht dieses oder jenes. Im Spanischen „¿Con qué condición?“.
Bedingungs- oder Konditionalsätze zählen grammatikalisch zu der Gruppe der Adverbialsätze, oración subordinada adverbial. Sie bezeichnen allgemein einen Nebensatz, der durch eine adverbiale Bestimmung, complemento circunstancial als Satzglied ersetzt bzw. in eine adverbiale Bestimmung umgeformt werden kann. So das ganze Nebensätze (Protasen) für den Hauptsatz (Apodosis) die Funktion eines Adverbials haben können. Durch die adverbiale Bestimmung in der Protasis wird die im Hauptsatz intendierte Aussage einer Handlung oder der in der Apodosis ausgedrückte Zustand näher bestimmt. Adverbialsätze werden oft durch Konjunktionen eingeleitet. Der jeweilige Bedeutungstyp wird dann häufig durch spezielle (unterordnende) Konjunktionen angezeigt, so etwa „wenn“ oder spanisch „si“. Das „si“ unterscheidet sich vom spanisch sí oder „ja“ durch das Fehlen eines diakritischen Akzents, acento diacrítico. Die adverbiale Bestimmung der Bedingung erläutert dem Adressaten, unter welcher Bedingung etwas geschieht, passiert oder auch passieren könnte.
Der Konditionalsatz reiht sich zudem ein in die „Gruppe der hypothetischen Satzgefüge“, zu denen etwa der Komparativsatz, der Konzessivsatz und der Konsekutivsatz gerechnet werden. Charakteristisch für die konditionale Verknüpfung ist, dass die kausale oder Ursache-Wirkungsbeziehung sich nicht direkt auf die Wirklichkeit beziehen muss, sondern sich in eine sprecherbezogenen Realität abbilden oder formen kann. Sie bilden zusammen mit den Finalsätze, oraciones finales die eine beabsichtigte Folge oder einen Zweck oder ein Ziel angeben, den Konditionalsätzen, oraciones condicionales, welche eine Bedingung für die Hauptsatzhandlung (Apodose) bezeichnen, den Konzessivsätzen, oraciones concesivas, die einen Gegengrund beschreiben, der üblicherweise eine Hauptsatzhandlung verhindert, den Konsekutivsätzen, oraciones consecutivas die eine Folge beschreiben und meist ein Korrelat oder Bezugswort im Hauptsatz aufweisen, eine dem Kausalsätzen, oraciones causales im weiteren Sinne nahe stehende Gruppe. Denn sie vermögen einen Grund für den im Hauptsatz beschriebenen Tatbestand oder Sachverhalt auszudrücken, da es in allen diesen Adverbialsätze immer auch um Ursache-Folge-Beziehungen geht.
Formal ähneln solche Satzgefüge den Formen der logischen Schlussfolgerung, wenn „p dann q“, die aus einer Prämisse und der daraus folgenden Konklusion besteht. Ein Grund dafür das Konditionalsätze vielfach in der Wissenschaftssprache oder ihren Diskursen eingesetzt werden, wo sie zum Ausdruck für logische Folgerichtigkeit einsetzbar sind. – Beispiele:
Si „p“ entonces „q“. Si hoy es „martes“ entonces mañana es „miércoles“.

Si hoy es lunes, entonces mañana no es martes. Wenn heute ist Montag, dann morgen nicht ist Dienstag.

Si a y b son números racionales, entonces a+b es un número racional.

Si llueve el suelo está mojado.
oder aber als Implikation. – Beispiel:
```
„p“ implica „p“. 
„Hoy es martes“, 
por tanto
 „mañana es miércoles“
.
```

```
Llueve, 
por tanto
 el suelo está mojado.
```

| Satzteil 1                           | Satzteil 2                                                    |
| ------------------------------------ | ------------------------------------------------------------- |
| Protasis                             | Apodosis                                                      |
| Nebensatz                            | Hauptsatz                                                     |
| Oración subordinada                  | Oración principal                                             |
| Antezendens, antecedente             | Konsequens, consiguiente                                      |
| wenn („si“)                          | dann                                                          |
| „Vordersatz“                         | „Nach- oder Folgesatz“                                        |
| Bedingungen                          | Geschehen, Ereignisse                                         |
| Voraussetzungen, Gründe              | Folgen                                                        |
| Unabhängig                           | Abhängig                                                      |
| „spannungsschaffender Vordersatz“    | „spannungslösender Nachsatz“                                  |
| „Prämisse (Logik)“                   | „Konklusion“                                                  |
| Koordination                         | Subordination                                                 |
| Vorstellung, mentaler Raum           | Aussage                                                       |
| Realis: Indicativo (presente)        | Realis: Indicativo (presente, futuro), Imperativo             |
| Potentialis: Subjuntivo (pasado)     | Potentialis: Condicionalis (presente)                         |
| Irrealis: Subjuntivo (posterioridad) | Irrealis: Condicionalis, Subjuntivo (perfecto, posterioridad) |

Die Protasis ist eine hypothetische (Vor-)Bedingung, die so sie sich erfüllt, die kausale Voraussetzung für den Tatbestand, Ereignis liefert, der in der sich anschließenden Apodosis ausgesprochen wird. Die Abhängigkeit des Satzes, bezüglich seiner Bedingungen, ist durch eine besondere Einleitung im Nebensatz (Protasis) kenntlich gemacht. – Beispiele:
- Realis: Si lo ha dicho, es verdad. Wenn es er hat gesagt, ist es wahr. Pretérito perfecto de indicativo + Presente
- Irrealis: Vendería el caballo si me dieran el dinero. Ich würde kaufen das Pferd, wenn  mir sie gäben das Geld. Condicional simple + Subjuntivo imperfecto
- Irrealis: Si pudiera, lo haría. Wenn ich könnte, es ich würde machen. Zeitbezug auf die Gegenwärtigkeit, presente. Subjuntivo imperfecto + Condicional simple
- Irrealis: Si no hubiera perdido el avión, habría estado en Valencia. Wenn nicht ich hätte verpasst das Flugzeug, ich wäre gewesen in Valencia. Zeitbezug auf eine Vergangenheit, pasado. Subjuntivo pluscuamperfecto + Condicional perfecto

Das „si“ am Anfang des Nebensatzes (Protasis) zeigt die Abhängigkeit des Satzes an. Ist also der Bedingungssatz durch eine konditionale Konjunktion (unterordnende Konjunktion), conjunciones condicionales eingeleitet, so heißt er eingeleiteter Nebensatz, oración subordinada iniciada. Unterordnende Konjunktionen, conjunciones de subordinación sie werden auch als Subjunktionen oder subordinierende Konjunktionen, conjunciones subordinantes bezeichnet, verbinden einen Nebensatz (Protasis) mit einem übergeordneten, abhängigen Hauptsatz (Apodosis). Für die Kommasetzung gilt, das immer dann wenn sie Konjunktionen die den Bedingungs- oder Konditionalsätzen einleiten am Anfang des Satzes stehen oder eingeschoben werden ein Komma gesetzt wird. – Beispiele:
- Si nieva, no iré. Wenn es schneit, nicht ich werde gehen. Presente simple de indicativo + Futuro simple de indicativo

Bezüglich der Konjunktionen lassen sich folgende Beispiele angeben:
| spanische Wörter        | deutsche Übersetzungen                                                       |
| ----------------------- | ---------------------------------------------------------------------------- |
| si                      | falls; ob, wenn                                                              |
| si no                   | andernfalls; sonst                                                           |
| a condición de que      | unter der Bedingung dass; unter der Voraussetzung, dass; vorausgesetzt, dass |
| a no ser que            | sofern nicht; es sei denn, dass                                              |
| a menos que             | solange nicht; es sei denn                                                   |
| en caso de que          | im Falle dass; für den Fall dass                                             |
| en tanto que            | insofern; insoweit                                                           |
| siempre que             | vorausgesetzt, dass                                                          |
| a cambio de que         | wohingegen                                                                   |
| a condición que         | mit der Auflage, dass; unter der Bedingung, dass                             |
| en caso necesario       | nötigenfalls; erforderlichenfalls; notfalls                                  |
| en el peor de los casos | schlimmstenfalls                                                             |

## DasCondicionalim Bedingungssatz
Im Spanischen hat der Konditional zwei Zeitformen, den condicional simple und den condicional perfecto (compuesto). Die Bildung des Konditionals geht auf die hochlateinische Form des Plusquamperfekts Indikativ zurück, erfüllt aber nunmehr eine andere Funktion. Im Altspanischen bleibt das Plusquamperfekt Indikativ bestehen, es verändert sich aber mit der Zeit, so dass ab dem 14. Jahrhundert die ausschließliche Verwendung als Subjuntivo Imperfekt bzw. im Condicional, also seine heutige Anwendung, findet.
Ein Beispiel: klassisch-lateinisch cantaveram zu cantaram zu altspanisch cantara zu spanisch cantara.
Ein Vergleich einiger romanischer Sprachen bei der Bildung des condicional simple im weitesten Sinne:
| Sprache       | Beispiel        |
| ------------- | --------------- |
| Latein        | cantāre habēbam |
| Italienisch   | canterei        |
| Spanisch      | cantaría        |
| Portugiesisch | cantaria        |
| Französisch   | je chanterais   |
| Catalan       | cantaria        |

Der condicional simple wird benötigt, um etwa folgende Sachverhalte zu versprachlichen:
- einer Bitte oder einem Wunsch Ausdruck zu verleihen;
- einen hypothetischen Sachverhalt zu konstruieren;
- eine Aufforderung, aber auch einen Rat kundzutun;
- Äußerungen in der Gesprächssituation abzumildern;
- die sogenannte „Zukunft in der Vergangenheit“ zu formulieren;
- eine Vermutung im Hinblick auf die Vergangenheit anzustellen;
- die indirekte Rede wiederzugeben.

Für den condicional perfecto ergeben sich folgende Anwendungsmöglichkeiten:
- Ungewissheiten und Vermutungen in der indirekten Rede;
- ein hypothetischer Sachverhalt;
- irreale Bedingungs- oder Wenn-dann-Sätze;
- die sogenannte „abgeschlossene Zukunft in der Vergangenheit“.

Der spanische Romanist Samuel Gili Gaya hebt den Begriff des condicional der Endungen -ría völlig auf und spricht stattdessen vom „futuro hipotético“ für den condicional simple (cantaría) und vom „antefuturo hipotético“ für den condicional perfecto (habría cantado).

## Das Subjuntivo im Bedingungssatz
Die Verwendung des Subjuntivo hängt davon ab, ob die im Nebensatz (Protasis) versprachlichten Bedingungen, im Hauptsatz (Apodosis) eintreten werden oder aber nicht.
Dabei wird der sinnvolle Einsatz dieses Modus nur dadurch gewährleistet, wenn das Eintreten des Ereignisses oder Handlung sich nicht im Einflussbereich des Sprechers befindet. Für Hummel (2001) sieht sich der Sprecher Ereignissen, Tatbestände und Sachverhalte gegenüber, die sich in ihrer eigenen Dynamik unabhängig vom Sprecher vollziehen. Hieraus resultieren bestimmte Haltungen etwa Freude, Angst, Liebe, Hoffnung, Zweifel, Wut, Trauer, Frustration im Sprecher die, die Folge seiner mangelnden Einflussmöglichkeiten im Verhältnis zu etwa den eigenen Wünschen sind.
Die Entsprechungen der Zeiten in den Modi des Indikativs, indicativo und Subjunktivs, subjuntivo zueinander können folgendermaßen charakterisiert werden, für den Zeitraumbezug ist die Sprechergegenwart relevant:
- Presente de subjuntivo meint die Gegenwärtigkeit und Zukünftigkeit
- Perfecto de subjuntivo meint vollendete Gegenwärtigkeit und Zukünftigkeit
- Imperfecto de subjuntivo meint Vergangenheit und Zukunft in der Vergangenheit oder Irrealität der Gegenwärtigkeit und Zukünftigkeit
- Pluscuamperfecto de subjuntivo meint Vorvergangenheit und vollendete Zukunft in der Vergangenheit oder Irrealität der vollendeten Zukunft, Vergangenheit, der vollendeten Zukunft in der Vergangenheit oder Vorvergangenheit.

### Der spanische Wenn-dann-Satz
Im Neben- oder Wenn-Satz wird die Bedingung genannt, unter welcher das im Haupt- oder Dann-Satz Gesagte eintritt oder eben auch nicht eintritt. Der eine Teil des Satzes nennt die Bedingung, der andere Teil, der Hauptsatz, das eigentliche Geschehen. Der Vordersatz (Protasis) ist der vor dem Hauptsatz stehende Bedingungs- oder Wenn-Satz, und der Nach-, Haupt- oder Dann-Satz (Apodosis) steht im Anschluss im Gefüge des Konditionalsatzes. Der konditionale (hypothetische) Nebensatz gibt eine Bedingung an (Protasis), deren Erfüllung Voraussetzung für die Verwirklichung des Hauptsatzgeschehens (Apodosis) darstellt.
In einer interaktiven Situation stellt der Sprecher eine Übereinkunft mit seinem Gesprächspartner her, dass er die im Konditional- oder Bedingungssatz (Protasis), versprachlichte Vorstellung als eine rein imaginierte Proposition hypothetisch als wahr ansetzt und die sich daraus ergebenden Folgen im Hauptsatz (Apodosis) ausführt und erläutert. Die Protasis des Konditionalsatzgefüges enthält die Wahrheitsbedingungen für die Geltung der als Apodosis eingebetteten Proposition. Je nachdem, welchen Wahrheitswert (siehe auch Kontrafaktizität) der Sprecher nun seiner Vorstellung im Vordersatz (Protasis) Ausdruck gibt, sind verschiedene Typen zu unterscheiden: Realis, Potentialis und Irrealis.
Die Irrealität bestimmt sich im Vergleich zur real wahrgenommenen Wirklichkeit („aktuale Welt“) und die Bezugnahme auf diese real wahrgenommenen und abgebildeten Welt bewirkt, dass auch in der Folgerung aus einer nicht realen Bedingung die reale Welt einschließlich dieser irrealen Bedingung in die mögliche Welt der versprachlichten Aussage eintritt.
Der Sprecher intendiert oder formt in der jeweiligen interaktiven Situation, im Sprechakt, die Versprachlichung von Vorstellungen und Bewusstseinsinhalten zu Erklärungen, zu der er die unterschiedlichen Tempora und Modi wählen muss, je nachdem ob er das, was er mitteilen möchte, in einer Form der abgeschwächten Behauptung entwirft und damit ausdrückt, dass das, was passieren kann, auch möglich sei, jedoch nicht zwangsläufig passieren muss, oder ob er dagegen Tatsachen in Worte fasst, dass etwas sehr unwahrscheinlich oder nahezu unmöglich ist. Er wird zusätzlich sein Sprechergebnis so strukturieren, dass er mit dem Gesagten, etwa im „Irrealis der Gegenwart“, etwas anderes ausdrückt, das sehr unwahrscheinlich, aber immer noch möglich ist oder mit dem „Irrealis der Vergangenheit“ hingegen etwas versprachlicht, das schon in der Vergangenheit lag und somit allerhöchst unmöglich ist. Dabei sind die Tempora besonders geeignet mit den morphologisch sich manifestierenden grammatikalischen Verbkategorien eine zeitliche Relationen abzubilden. Im Sprechakt und der Ausformung seiner Hypothese wird vom Sprecher ein fiktives, rein diskursives Sprachereignis kundgetan. Der Sprecher stellt eine Übereinkunft mit dem Gesprächspartner dergestalt her, dass er in der Protasis des Konditional- oder Bedingungssatzes, eine rein (kognitiv-)vorgestellte Proposition als hypothetisch wahr angesetzt habe, die nun in den sich daraus ergebenden Folgen für den Hauptsatz, der Apodosis, zu erläutern sind.
In der spanischen Sprache unterscheidet man, wie im Deutschen auch, aus grammatikalischer Sicht drei Typen von Bedingungssätzen:

#### Typ I a und b: die realen Bedingungssätze,oraciones condicionales reales
Die Bedingungen können oder werden eintreten, sind also möglich oder wahrscheinlich; die Voraussetzungen für die Erfüllung von Handlungen, Ereignissen oder Zuständen beziehen sich auf die Gegenwart; drückt etwas aus, mit dem man rechnen kann oder muss.

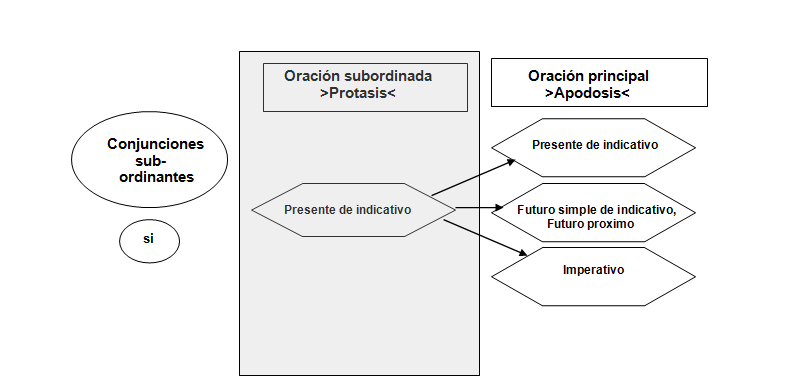
Typ Ia: Reale Bedingungssätze, oraciones condicionales reales sind in der Gegenwart oder Zukunft erfüllbar. Grau unterlegt ist der (hypothetische) Nebensatz, der die Bedingung angibt (Protasis)

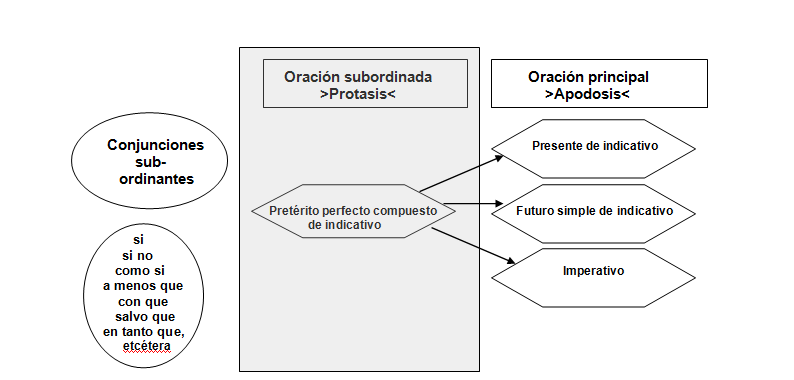
Typ I b: Reale Bedingungssätze, oraciones condicionales reales (pasado) waren in der Vergangenheit schon erfüllt. Die Verwirklichung des Hauptsatzgeschehens (Apodosis) erfolgte in der Vergangenheit

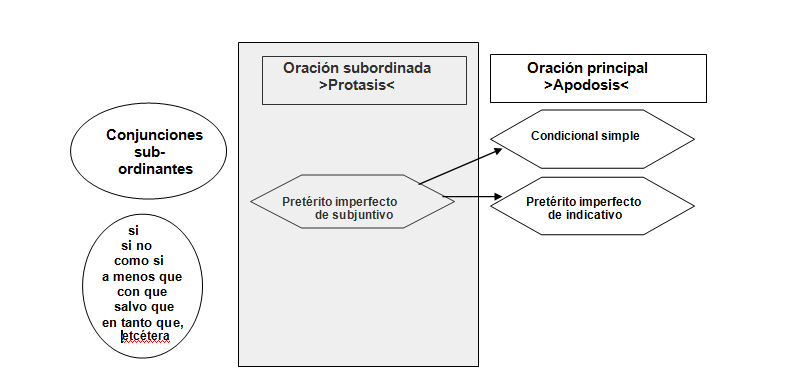
Typ II: Irrealer Bedingungssatz, oraciones condicionales irreales (presente); Der unabhängige Satz ist der Hauptsatz (Apodosis); der abhängige Satz, im grauen Feld ist der unabhängige Satz (Protasis)

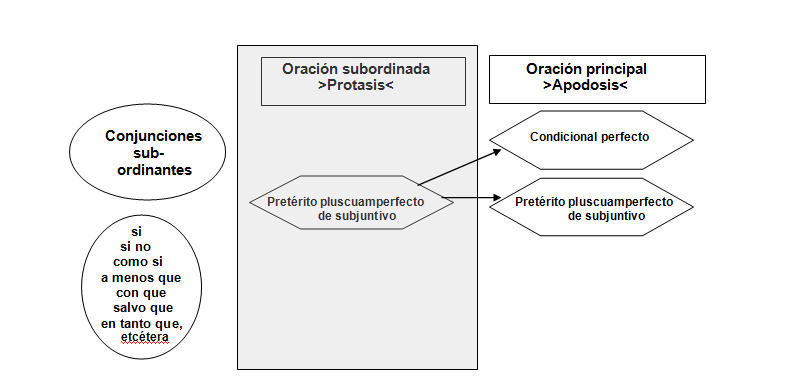
Typ III: Irrealer Bedingungssatz, oraciones condicionales irreales (pasado); Bedingung für das Hauptsatzgeschehens (Apodosis) waren in der Vergangenheit nicht erfüllt worden

- Si tengo tiempo, te ayudo. Falls ich habe Zeit, dir ich helfe. Presente de indicativo + Presente de indicativo
- Si tengo tiempo, te ayudaré. Falls ich habe Zeit, dir ich werde helfen. Presente de indicativo + Futuro simple de indicativo
- Si tengo tiempo, te voy a ayudar. Falls ich habe Zeit, dir ich gehe („werde“) helfen. Presente de indicativo + Futuro próximo de indicativo
- Si llueve, me quedo en casa. Wenn es regnet, mich ich bleibe im Haus.
- Si llueve mañana, no saldré. Wenn es regnet morgen, nicht ich werde ausgehen.
- Si tengo tiempo hoy, iré al cine. Wenn ich habe Zeit, werde ich gehen ins Kino.
- Si tengo tiempo hoy, voy al cine. Wenn ich habe Zeit, mache ich mich auf den Weg ins Kino.

```
* 
Si
 
tengo dinero
, 
me compro un caballo.
 Wenn 
ich habe Geld
, 
mir ich kaufe ein Pferd.
 Bezug auf Gegenwärtigkeit mit 
Presente simple de indicativo
```

- Si tengo dinero, me compraré un caballo. Wenn ich habe Geld, mir ich werde kaufen ein Pferd. Bezug auf Zukünftigkeit mit Futuro simple de indicativo
- Si tengo dinero, me voy a comprar un caballo. Wenn ich habe Geld, mir ich werde gehen um ein Pferd. Bezug auf Zukünftigkeit mit Futuro proximo de indicativo

#### Typ II: die potentiellen Bedingungssätze,oraciones condicionales potenciales
Es besteht die Möglichkeit, dass die Bedingungen wahr werden könnte, sind möglich bis unwahrscheinlich; die Voraussetzungen für die Erfüllung von Handlungen, bezieht sich auf die Gegenwart; drückt etwas aus, das als möglich oder denkbar hingestellt werden soll.
- Si tuviera tiempo, te ayudaría. Falls ich hätte gehabt Zeit, dir ich würde helfen. Subjuntivo imperfecto + Condicional simple de indicativo
- Si tuviera tiempo hoy, iría al cine. Wenn ich hätte gehabt Zeit, wäre ich gegangen ins Kino. Subjuntivo imperfecto + Condicional simple de indicativo
- A menos que hubiera tenido tiempo de escabullirse antes del ataque. Falls er/sie hätte gehabt Zeit um zu entwischen vor dem Angriff.[22] Subjuntivo pluscuamperfecto + Infinitivo

Subjuntivo pluscuamperfecto
- Si tuviera dinero, me compraría un caballo. Wenn ich hätte Geld, mir ich würde kaufen ein Pferd. Bezug auf Gegenwärtigkeit mit Subjuntivo imperfecto + Condicional simple de indicativo

#### Typ III: die irrealen Bedingungssätze,oraciones condicionales irreales
Es besteht eigentlich keine Möglichkeit, dass die Bedingungen wahr werden könnten, da sich die Bedingung zumeist auf die Vergangenheit, weniger auf die Gegenwart beziehen, ist eine Realisierung nicht denkbar; drückt etwas aus, das als unmöglich oder nicht wirklich hingestellt werden soll. Eine Besonderheit stellen die vergangenen Voraussetzungen mit Folgen für die Gegenwart dar. – Beispiel:
- Si le hubiéramos[A 2] invitado, habría venido. Wenn ihn/sie wir hätten eingeladen, wäre er/sie gekommen.
- Si lo habría sabido, te lo hubiera dicho. Wenn es ich gewusst hätte, dir es ich hätte gesagt.
- Si hubiera tenido tiempo, habría terminado el trabajo.
- Si hubiera tenido dinero, me habría comprado un caballo. Wenn ich hätte gehabt Geld, mir ich würde kaufen ein Pferd. Bezug auf Vergangenheit mit condicional perfecto
- Si hubiera tenido dinero, me hubiera comprado un caballo. Wenn ich hätte gehabt Geld, mir ich hätte gekauft ein Pferd. Bezug auf Vergangenheit mit Pluscuamperfecto de subjuntivo

## Den Bedingungssatz einleitende Partikel und sonstige Konstruktionen
Verbindet man im Spanischen zwei Teilsätze durch Konjunktionen (Partikel) bleibt die Satzstellung und die Zeitenfolge, Consecutio temporum der eingesetzten Verben, in den beiden sich verbindenden Sätzen unverändert, so als würden zwei unabhängige Sätze kombiniert werden. Im Deutschen steht in Nebensätzen, die durch Konjunktionen, Frage- oder Relativpronomen eingeleitet werden, das finite Verb am Satzende (Verb-Letzt-Stellung). Dabei fordern, aus allgemeiner Sicht betrachtet, manche Konjunktionen den Einsatz und die Verwendung unterschiedlicher Modi, etwa der des indicativo und wiederum andere der des subjunktivo ein. Aber auch der Einsatz von infiniten Verben ist möglich.

### Konditionale Konjunktionen
Im Spanischen stehen die Bedingungs- oder Nebensätze, eingeleitet durch die konditionale Konjunktion, conjunción condicional, si oder deren Wortkombinationen wie excepto si, salvo si, por si, im Subjunktiv, außer wenn die Bedingungen des folgenden Hauptsatzes erfüllbar sind. – Beispiel:
- Si tengo tiempo, te ayudo. Wenn ich habe Zeit, dir ich helfe. Presente de indicativo + Presente de indicativo

Weitere Konjunktionen, die immer den Subjunktiv in ihrer Folge haben, sind beispielsweise
- en caso de que, siempre que, en tanto que, con tal que, excepto que, a poco que, en previsión que, a reserva que, por supuesto que, ya que usw.[27][A 3]

Die ersten beiden Formen des spanischen Bedingungssatzes unterscheiden sich vom deutschen Bedingungssatz. Es gilt, folgende Regeln zu berücksichtigen:
Im Bedingungs- oder Wenn-Teil des Satzes, also si (wenn), steht eine Form des Subjunktivs, subjuntivo. Im anschließenden Dann-Teil, der der Folge Ausdruck verleiht, folgt eine Form des spanischen Konditionals, condicional. Anders gesagt, kann im Spanischen der condicional niemals im Neben-, Bedingungs- oder Wenn-Satz stehen.

### Infinite Konstruktionen zur Einleitung des Konditionalsatzes
Allgemein hat das Spanische die Möglichkeit mit infiniten Verbformen vom Infinitiv, infinitivo, Partizip, participio oder Gerundium, gerundio Nebensätze zu verkürzen.

### Konditionale Infinitivkonstruktionen
Bedingungssätze die als konditionale Infinitivsätze formuliert bzw. verkürzt werden, sind im Spanischen am gebräuchlichsten in der Verneinungsform. Anstatt eines konditionalen Nebensatzes (Protasis) tritt der Infinitiv, infinitivo mit „de“ auf oder mit der „a condición de“. – Beispiel:
- De haberlo sabido, no hubiera ido. (Wenn) Hätte es gewusst, nicht ich wäre gegangen.
- De no ser verdad, no lo hubiera dicho. (Wenn) nicht sein wahr, nicht es ich hätte gesagt. Wenn es nicht wäre wahr, ich hätte es nicht gesagt.
- Escribiré a condición de hablar diariamente. Ich werde schreiben unter der Bedingung, wenn sprechen jeden Tag.

### Gerundialkonstruktionen
Um mit dem gerundio Nebensätze (Protasis) zu verkürzen muss, das Subjekt für den Haupt- und Nebensatz dasselbe sein sowie die Handlung im Nebensatz gleichzeitig mit der im Hauptsatz stattfinden oder wie im Konditionalsatz gegeben, eine Folge ausdrücken. Mit dem Gerundium können Nebensätze verkürzt werden, sie sind dadurch wie die übrigen Formen auch wichtige Stilmittel. – Beispiel:
- Teniendo dinero, se compraría un caballo. (Wenn ich hätte) Habend Geld, er/sie würde kaufen ein Pferd.[30]
- Estando en la ciudad, no se hablarán nadie. Seiend in der Stadt, nicht sie werden sprechen nichts. Wenn man in der Stadt ist, wird man nichts sprechen.

## Übersichtstabelle
| Typen der Bedingungssätze                                        | Ebene der Realisierbarkeit der Ereignisse                                            | Beziehungen auf die unterschiedlichen Aspekte                          | Indicativo vs. Subjuntivo | Bedingungs-, Neben- oder Wenn-Satz (Protasis) | Folge-, Haupt- oder Dann-Satz (Apodosis)                                                               |
| ---------------------------------------------------------------- | ------------------------------------------------------------------------------------ | ---------------------------------------------------------------------- | ------------------------- | --- | --- |
| Reale Bedingungssätze, oraciones condicionales reales            | Realisierbarkeit der vorausgesetzten Bedingung ist möglich: wenn ...                 | Gegenwart, perfektischer Aspekt                                        | Indicativo                | Presente de indicativo (Aber nur nach si, excepto si, por si, salvo si. Nach si-Sätzen darf aber niemals ein futuro gebraucht werden. Nach anderen konditionalen Konjunktionen steht immer der subjuntivo, siehe unten.) | Presente de indicativo, Futuro simple de indicativo, Imperativo                                        |
|                                                                  |                                                                                      |                                                                        |                           | | |
| Potentielle Bedingungssätze, oraciones condicionales potenciales | Realisierbarkeit der vorausgesetzten Bedingung ist wahrscheinlich: falls …           | Gegenwart, perfektischer Aspekt                                        | Subjuntivo                | Presente de subjuntivo | Futuro simple, Imperativo                                                                              |
| Potentielle Bedingungssätze, oraciones condicionales potenciales | Realisierbarkeit der vorausgesetzten Bedingung ist unwahrscheinlich: sollte …        | Gegenwart, perfektischer Aspekt                                        | Subjuntivo                | Pretérito imperfecto de subjuntivo | Condicional simple, Pretérito imperfecto de indicativo, Pretérito indefinido de indicativo, Imperativo |
|                                                                  |                                                                                      |                                                                        |                           | | |
| Irreale Bedingungssätze, oraciones condicionales irreales        | Realisierbarkeit der vorausgesetzten Bedingung ist unmöglich: wenn ..., dann hätte … | Gegenwart, perfektischer Aspekt                                        | Subjuntivo                | Pretérito imperfecto de subjuntivo | Condicional simple, Pretérito imperfecto de subjuntivo                                                 |
| Irreale Bedingungssätze, oraciones condicionales irreales        | Realisierbarkeit der vorausgesetzten Bedingung ist unmöglich: wenn ..., dann hätte … | Vergangenheit, perfektiver Aspekt                                      | Subjuntivo                | Pretérito pluscuamperfecto de subjuntivo | Condicional perfecto, Pretérito pluscuamperfecto de subjuntivo                                         |
| Irreale Bedingungssätze, oraciones condicionales irreales        | Realisierbarkeit der vorausgesetzten Bedingung ist unmöglich: wenn ..., dann hätte … | Vergangenheit mit Auswirkungen auf die Gegenwart, imperfektiver Aspekt | Subjuntivo                | Pretérito pluscuamperfecto de subjuntivo | Condicional perfecto, Pretérito imperfecto de subjuntivo                                               |

## Didaktisches
Im Gegensatz zu deutschen Sprache, in der das Verb im Nebensatz oft am Satzende steht, bleibt im Spanischen die Subjekt-Verb-Objekt-Stellung erhalten. Ferner kann für den deutschen Muttersprachler eine Übersetzung erschwert sein, da es in der deutschen Sprache Nebensätze ohne Konjunktionen gibt, sogenannte uneingeleitete Nebensätze. – Beispiel:
- Ist der Gottesdienst später, (sodann) werden wir uns in dem Café gegenüber treffen.
- Falls Sie heute keine Zeit haben, arbeiten Sie doch einfach morgen.
- Haben Sie heute keine Zeit, arbeiten Sie doch einfach morgen.

Die einleitende Konjunktion „wenn“ oder „falls“ kann, wie im zweiten Satz, ausgelassen werden, dann aber positioniert sich die finite Verbform an den Satzanfang.
Hierdurch fehlt ein wichtiges Erkennungsmerkmal, die konditionale Konjunktion, für den einsetzenden Nebensatz.– Beispiel:
- Si vinieras ahora, se lo podrías decir. Kämest du jetzt, so würde ich es dir sagen können. Eigentlich: Wenn du jetzt kämest, so würde ich es dir sagen können.

Der Gebrauch der Tempora in Haupt- und Nebensatz, zwischen der deutschen und spanischen Sprache, ist unterschiedlich. – Beispiel:
+* Si pudiera, te diría que te quiero. Wenn ich könnte, dir ich würde sagen, dass dich ich liebe.
Während im deutschen der Konjunktiv II Präsens sowohl im Hauptsatz (Apodosis), als auch im Nebensatz (Protasis) erscheint, wird im Spanischen in der Protasis (pudiera) der Pretérito imperfecto de subjuntivo und in der Apodosis (te diría que te quiero) der Condicional simple genutzt.
Bei den irrealen Bedingungssätzen verwendet man in der deutschen Sprache sowohl im Haupt- und Nebensatz immer den Konjunktiv II. Da sich bei einigen Verben das deutsche Konjunktiv II Präsens nicht vom Indikativ Präteritum unterscheidet, so bei schwachen und einigen gemischten Verben, umschreibt man diese Verben mit der „würde-Form“. Bei genauerer Betrachtung handelt es sich dabei um die ursprünglichen Futurformen des Konjunktivs II, die ihre Funktion verändert haben. Nach Becher u. Bergenholtz (1985) und auch Bausch (1979) auch als „Konjunktiv III“ definiert. – Beispiel:
- er, sie wartete der Konjunktiv II Präsens entspricht dem Indikativ Präteritum. Mit der Umschreibung im Konjunktivs II Futur („würde + Infinitiv“): er, sie würde warten

Generell wird in der Umgangssprache anstelle vieler starker Verben die „würde-Form“ gewählt. – Beispiel:
- Infinitiv „gehen“, Konjunktiv II Präsens: ich ginge. Mit der Umschreibung im Konjunktivs II Futur („würde + Infinitiv“): ich würde gehen
- Infinitiv „genießen“, Konjunktiv II Präsens: ich genösse. Mit der Umschreibung im Konjunktivs II Futur („würde + Infinitiv“): ich würde genießen
- Infinitiv „melken“, Konjunktiv II Präsens: ich mölke. Mit der Umschreibung im Konjunktivs II Futur („würde + Infinitiv“): ich würde melken
- Infinitiv „saugen“, Konjunktiv II Präsens: ich söge. Mit der Umschreibung im Konjunktivs II Futur („würde + Infinitiv“): ich würde saugen

Durch diese häufig generelle Nutzung des Konjunktivs I Futur („würde + Infinitiv“) oder „Konjunktiv III“ ohne Berücksichtigung auf seine Stellung im Neben- oder Hauptsatz wird die Übertragung in spanische Satzstrukturen teilweise undurchsichtiger. – Beispiel:
- Si trabajara más, podría ganar más reconocimiento.
- Arbeitete er/sie mehr, er/sie könnte verdienen mehr Anerkennung. Wenn er/sie mehr arbeitete, so er/sie könnte mehr Anerkennung verdienen.
- Würde er/sie arbeiten mehr, er/sie könnte verdienen mehr Anerkennung. Wenn er/sie mehr arbeiten würde, könnte er/sie mehr Anerkennung verdienen.